# کریستف باراتیه
کریستف باراتیه (فرانسوی: Christophe Barratier‎؛ زادهٔ ۱۷ ژوئن ۱۹۶۳) کارگردان فیلم، نویسنده و تهیه‌کننده فیلم اهل فرانسه است. وی خواهرزادهٔ ژاک پرن است.
از فیلم‌هایی که او در آنها نقش داشته‌است می‌توان به هیمالیا و هم‌سرایان اشاره کرد.
او در بیستمین دوره جشنواره بین‌المللی فیلم کودک و نوجوان در بخش مسابقه بین‌الملل به خاطر فیلم هم‌سرایان، برنده پروانه زرین بهترین فیلم بلند از نظر کودکان و نوجوانان اصفهانی شد.